# Плоїдність
Пло́їдність — кількість одинарних (гаплоїдних) наборів хромосом, що містяться в ядрі клітини. Зазвичай термін використовується лише для еукаріотів, але іноді й для клітин прокаріотів, що не мають ядра.
Розрізняють гаплоїдні клітини — з одинарним набором непарних хромосом (n), диплоїдні — з парними хромосомами (2n). Організми, клітини яких містять більше двох наборів хромосом, називаються поліплоїдами: три набори — триплоїд (3n), чотири — тетраплоїд (4n) і т. д. Найчастіше зустрічаються організми з числом хромосомних наборів, кратним двом, — тетраплоїди, гексаплоїди (6n) і т. д. Поліплоїди з непарним числом наборів хромосом (триплоїди, пентаплоіди (5n) і т. д.) зазвичай не дають потомства (стерильні), тому що утворені ними статеві клітини містять неповний набір хромосом — не разовий гаплоїдном. Розрізняють також анеуплоїдні клітини, коли подвоєння або втрата парності — нулісомія — охоплює не весь геном, а лише обмежене число хромосом). Поліплоїдію (збільшення числа хромосом в ядрі клітини, кратне гаплоїдному набору) не слід плутати із збільшенням кількості ядер в клітині.

## Диплоїдність
Диплоїдність — наявність у ядрі клітини повного набору гомологічних пар хромосом. Диплоїдний набір хромосом (син.: подвійний набір хромосом, зиготний набір хромосом, повний набір хромосом, соматичний набір хромосом) — сукупність хромосом, притаманна соматичним клітинам, в якій всі характерні для даного біологічного виду хромосоми представлені попарно; у людини диплоїдний набір хромосом містить 44 аутосоми і 2 статеві хромосоми.

## Чергування гаплоїдної і диплоїдної фаз у життєвому циклі
У нормі у більшості організмів, для яких відомий статевий процес, в життєвому циклі відбувається правильне чергування гаплоїдної і диплоїдної фаз. Гаплоїдні клітини утворюються в результаті мейотичного поділу диплоїдних клітин, після чого у деяких організмів (рослини, гриби) вони можуть розмножуватися за допомогою мітотичних поділів з утворенням гаплоїдного багатоклітинного тіла. Диплоїдні клітини утворюються з гаплоїдних в результаті статевого процесу (злиття статевих кліток, або гамет) з утворенням зиготи, після чого можуть розмножуватися за допомогою мітотичних поділів (у рослин, водоростей і тварин) з утворенням диплоїдного багатоклітинного тіла.

## Порушення плоїдності у людини
У людини, як і у переважної більшості багатоклітинних тварин, велика частина клітин диплоїдні. Гаплоїдни тільки зрілі статеві клітини, або гамети. Порушення плоїдності (як анеуплоїдія, так і більш рідкісна поліплоїдія) приводять до серйозних хвороб. Приклади анеуплоїдії у людини: синдром Дауна — трисомія (наявність трьох гомологічних хромосом, замість пари у нормі) по 21-ій хромосомі (21-а хромосома представлена трьома копіями), синдром Клайнфельтера — надмірна X-хромосома (XXY), синдром Тернера — нулісомія по одній зі статевих хромосом (X0). Описані також трисомія по X-хромосомі і випадки трисомії по деяких іншим аутосомам (крім 21-ї). Приклади поліплоїдії рідкісні, проте відомі як абортивні триплоїдні зародки, так і триплоїдні новонароджені (термін їх життя при цьому не перевищує кількох днів) і диплоїдно-триплоїдні мозаїки.

## Поліплоїдія у рослинному світі
У рослинному світі екологічний успіх у багатьох випадках обумовлений гібридизацією і появою поліплоїдних форм. В цілому близько 70% рослин поліплоїдні, при цьому переважає алополіплоїдія. У ряду видів описані внутрішньовидові і навіть внутрішньосортові поліплоїдні серії.
Розрізняють автополіплоїдію і алополіплоїдію.
- Автополіплоїдія — спадкова зміна, кратне збільшення числа наборів хромосом в клітинах організму одного і того ж біологічного виду. На основі штучної автополіплоїдії синтезовані нові форми і сорти жита, гречки, цукрового буряка та інших рослин.
- Алополіплоїдія — кратне збільшення кількості хромосом у гібридних організмів. Виникає при міжвидовій і міжродовій гібридизації